# Прада (Бергамо)
Прада је насеље у Италији у округу Бергамо, региону Ломбардија.
Према процени из 2011. у насељу је живело 23 становника. Насеље се налази на надморској висини од 583 м.